# Dan Shechtman

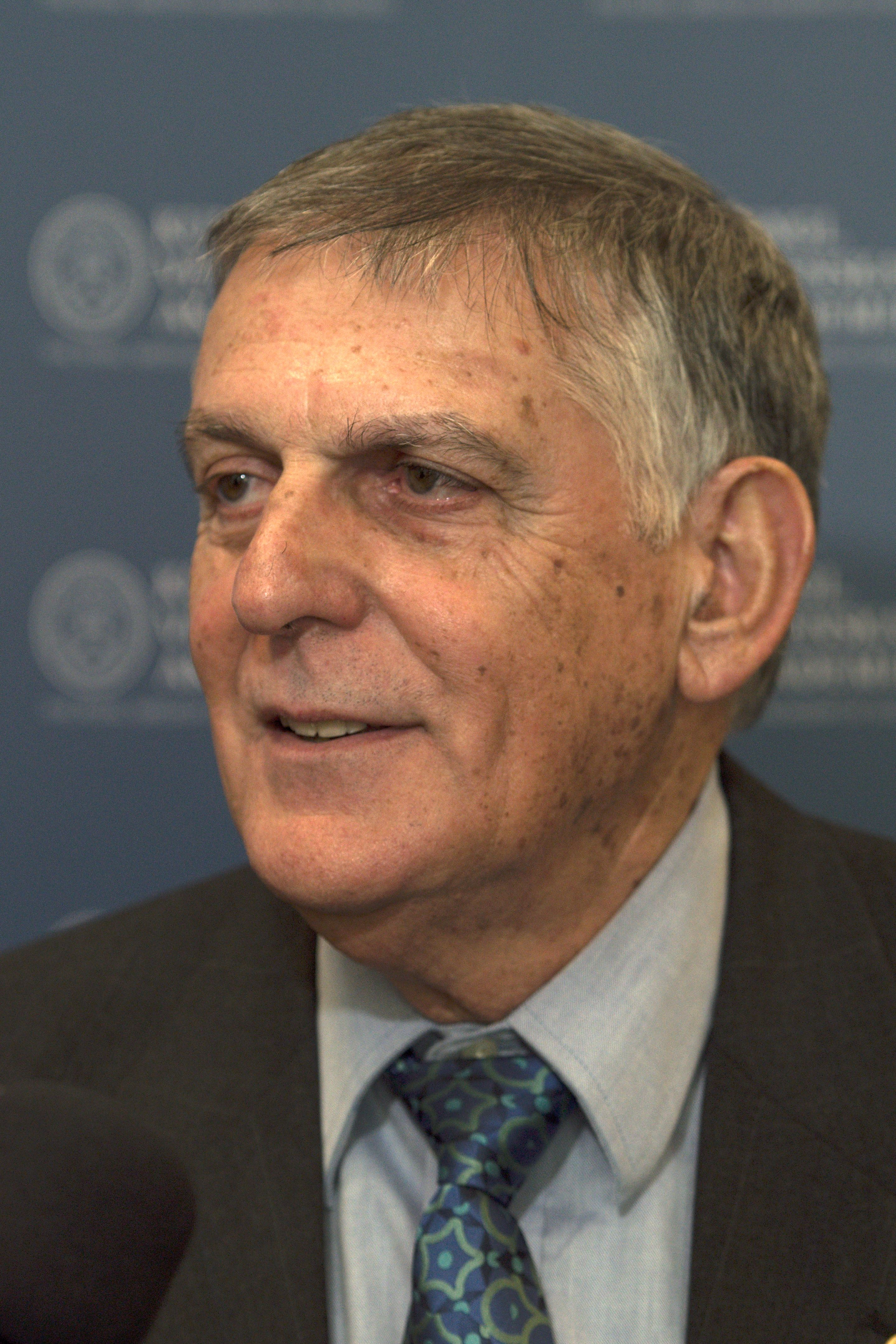
Dan Shechtman

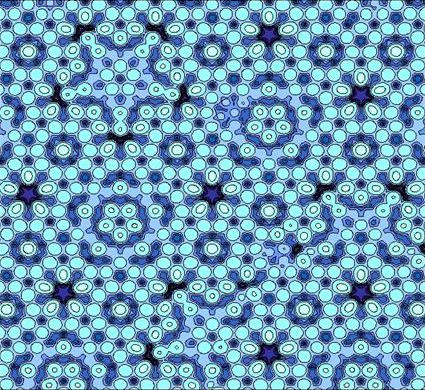
Quasiperiodischer Kristall, wie sie Dan Shechtman untersuchte.

Daniel „Dan“ Shechtman (auch Schechtman; hebräisch דן שכטמן; * 24. Januar 1941 in Tel Aviv, damals Völkerbundsmandat für Palästina) ist ein israelischer Physiker. 2011 wurde ihm der Nobelpreis für Chemie für die Entdeckung der Quasikristalle verliehen.

## Leben
Dan Shechtman wurde 1941 in Tel Aviv geboren und wuchs zunächst in Ramat Gan, dann in Petach Tikwa, einige Kilometer östlich von Tel Aviv auf.
Seine Großeltern waren während der Zweiten Alija (1904–1914) nach Palästina eingewandert und hatten dort eine Druckerei gegründet. Der Wirkung eines Buches ist es zu verdanken, dass Dan Shechtman sich der Wissenschaft zuwandte und nicht dem Druckgewerbe. Als Kind verschlang er Jules Vernes Werk „Die geheimnisvolle Insel“ ungezählte Male und sein Kindheitstraum war, Ingenieur zu werden wie Cyrus Smith, der Held des Romans.
„I thought that was the best thing a person could do. The engineer in the book knows mechanics and physics, and he creates a whole way of life on the island out of nothing. I wanted to be like that.“ („Ich glaubte, das wäre das Beste, was jemand überhaupt tun konnte. Der Ingenieur in diesem Buch kennt sich aus mit Mechanik und Physik und er schafft aus dem Nichts auf der Insel einen vollständigen Lebensraum. So wie er wollte [auch] ich sein.“)
Er nahm am Technion (Israel Institute of Technology – Israelisches Institut für Technologie) in Haifa ein Studium der Ingenieur- und Materialwissenschaften auf.
Am Technion machte Shechtman seinen B.Sc (Bachelor of Science) und M.Sc (Master of Science) und wurde im Jahre 1972 dort promoviert. Unmittelbar nach seiner Promotion ging er mit Frau und seinen drei Töchtern als NRC-Fellow in die USA, um in den Forschungslaboren der Wright-Patterson Air Force Base in Ohio für die US-Luftwaffe zu forschen.
Während seines dreijährigen Forschungsaufenthaltes beschäftigte er sich mit der Mikrostruktur und den physikalisch-metallurgischen Eigenschaften von Titan-Aluminiden. Ab 1975 arbeitete er am Institut für Materialwissenschaften der Technischen Universität Technion in Haifa.
Dan Shechtman ist Professor am Technion und forscht am Louis Edelstein Center und am Wolfson Centre, dem er vorsteht. Seit vielen Jahren fördert er Unternehmensgründungen von Absolventen des Technion, indem er Unternehmer zu Vorträgen dort einlädt.

### Arbeit an Quasikristallen
Von 1981 bis 1983 arbeitete er im Rahmen eines Sabbaticals an der Johns Hopkins University mit sich rasch verfestigenden Aluminium-Metall-Legierungen und entdeckte dort die sogenannte ikosaedrische Phase, die das neue Forschungsgebiet der quasiperiodischen Kristalle eröffnete.
Diese Entdeckung wurde lange kritisiert: „Es gibt keine Quasikristalle, nur Quasi-Wissenschaftler“ sagte der 1994 verstorbene Chemie-Nobelpreisträger Linus Carl Pauling. Der Leiter von Shechtmans Forschungsgruppe empfahl ihm, noch einmal die Lehrbücher zu lesen, und drängte ihn daraufhin, die Gruppe zu verlassen, um sie nicht zu blamieren. Später wurden Quasikristalle auch von anderen Forschern gefunden. Im Jahr 2011 erhielt Shechtman den mit zehn Millionen Schwedische Kronen (ca. 1,1 Millionen Euro) dotierten Chemie-Nobelpreis.

## Privates
Dan Shechtman ist verheiratet mit Tzipora Shechtman, Leiterin des Department of Counseling and Human Development an der Universität Haifa und Autorin mehrerer Bücher und zahlreicher Artikel in Fachzeitschriften zum Thema Psychotherapie. Das Paar hat einen Sohn und drei Töchter.

## Preise und Ehrungen
- 1986: Physics award of the Friedenberg Fund for the Advancement of Science and Education
- 1987: International Award for New Materials (vergeben durch die American Physical Society)
- 1987/88: New England Academic Award of the Technion for Academic Excellence
- 1990: Rothschild Prize in Engineering
- 1993: Weizmann Prize in Science
- 1996: Mitglied der Israelischen Akademie der Wissenschaften
- 1999: Wolf-Preis in Physik
- 2000: Gregori-Aminoff-Preis für Kristallographie der Königlich Schwedischen Akademie der Wissenschaften
- 2002: EMET-Preis für Chemie[12]
- 2011: Nobelpreis für Chemie
- 2014: Mitglied der American Academy of Arts and Sciences
- 2016: Mitglied der Academia Europaea
- 2016: Auswärtiges Mitglied der Russischen Akademie der Wissenschaften[13]
- 2017: Benennung eines Asteroiden nach ihm: (43935) Danshechtman
- 2023: Mitglied der National Academy of Sciences

## Ausgewählte Publikationen
- D. Shechtman, I. Blech, D. Gratias, J. W. Cahn: Metallic phase with long-range orientational order and no translational symmetry. In: Physical Review Letters. Band 53, 1984, S. 1951–1953, doi:10.1103/PhysRevLett.53.1951. (Dies ist die grundlegende Arbeit für den Nobelpreis).
- D. Shechtman, I. Blech: The microstructure of rapidly solidified Al6Mn. In: Metallurgical Transactions. Band 16A, 1985, S. 1005–1012, doi:10.1007/BF02811670
- D. Shechtman: Twin-determined growth of diamond films. In: Materials Science and Engineering. Band A184, 1994, S. 113–118, doi:10.1016/0921-5093(94)91025-1.
- D. van Heerden, E. Zolotoyabko, D. Shechtman: Microstructure and strain in electrodeposited Cu/Ni multilayers. In: Journal of Materials Research. Band 11, Nr. 11, 1996, S. 2825–2833, doi:10.1557/JMR.1996.0357.
- I. Goldfarb, E. Zolotoyabko, A. Berner, D. Shechtman: Novel sample preparation technique for the study of multicomponent phase diagrams. In: Materials Letters. Band 21, 1994, S. 149–154, doi:10.1016/0167-577X(94)90209-7.
- D. Josell, D. Shechtman, D. van Heerden: fcc Titanium in Ti/Ni Multilayers. In: Materials Letters. Band 22, 1995, S. 275–279, doi:10.1016/0167-577X(94)90039-6.